# Montlebon
Montlebon är en kommun i departementet Doubs i regionen Bourgogne-Franche-Comté i östra Frankrike. Kommunen ligger i kantonen Morteau som tillhör arrondissementet Pontarlier. År 2022 hade Montlebon 2 227 invånare.

## Befolkningsutveckling
Antalet invånare i kommunen Montlebon
Referens:INSEE